# Племохойя
Племохойя — небольшой сосуд шарообразной формы на высокой подставке с крышкой, увенчанной шарообразной головкой. Использовался для хранения благовоний. Дошедшие до нас литературные источники позволяют предположить, что греки использовали это название для сосуда. В вазописи племохойя иногда изображалась в свадебных сценах и, вероятно, использовалась в обряде бракосочетания.